# Jaime Charles Coddou
Ricardo Jaime Charles Coddou (1947-11 de noviembre de 2013) fue un empresario chileno, gerente general de la minera y siderúrgica local CAP por espacio de ocho años.
Se formó en el Colegio San Ignacio de la capital. Luego cursó la carrera de derecho en la Universidad de Chile y, más tarde, una Maestría en Administración de Negocios (MBA) en la Universidad de Ciudad del Cabo, en Sudáfrica.
A partir del año 1974 ocupó diversos cargos ejecutivos en el conglomerado industrial sudafricano Ovenstone, concretamente en sus áreas financiera e internacional en Sudáfrica, España e Inglaterra.
En 1981 retornó a su país, asumiendo la gerencia general de AFP Summa, Compañía de Seguros de Vida El Roble y Compañía Nacional de Seguros de Vida.
En 1989 pasó al sector de las telecomunicaciones, como asesor de la Compañía de Teléfonos de Chile (CTC), empresa donde tuvo a cargo la colocación de la primera emisión de American Depositary Receipt (ADR) de una empresa latinoamericana en la Bolsa de Nueva York. Más tarde fue designado gerente de finanzas de la firma.
En octubre de 1993 se incorporó a CAP como gerente de finanzas. En abril de 2005 pasó a la gerencia general, tras el abrupto fallecimiento de Jaime Arbildua, fortaleciendo desde allí la presencia de la empresa en el negocio minero.
Dejó la responsabilidad en octubre de 2013 por razones de salud.
Falleció el 11 de noviembre de 2013 a los 66 años.